# La dama di picche (film 1913)
La dama di Picche è un film italiano del 1913 diretto da Baldassarre Negroni

## Trama
A Parigi Lea D'Orange è vittima di un marito senza scrupoli, che dopo aver dilapidato il patrimonio familiare si uccide. Rimasta sola con una figlia piccola, per assicurarle un avvenire si accorda con due loschi affaristi e diventa la tenutaria di una bisca, dove fa anche la prostituta. Passano gli anni, e Lea è conosciuta come la Dama di Picche, ed è diventata l'amante di uno dei due soci. Bice, uscita dal collegio, va a vivere con la madre, la quale cerca con ogni mezzo di nasconderle la sua vera attività perché è fidanzata con un onesto ufficiale di cavalleria. L'altro socio della bisca, tuttavia, se ne innamora e vorrebbe farla sua. Respinto le rivela la vera attività della madre. Lea confessa le sue colpe al ragazzo, e dopo aver ottenuto la promessa che sposerà la figlia scompare, portando con sé la certezza che sua figlia sarà felice.

## Critica
(L'Illustrazione Cinematografica. 5/10 luglio 1913)